# سالپنژیت
سالپنژیت (سالپینژیت یا سالپینجیت)، (به انگلیسی: Salpingitis)، التهاب و عفونت لوله‌های فالوپ است. سالپنژیت تا حدی با بیماری التهابی لگن مرتبط است، اما با آن یکی نیست. برخی از علل و عوامل خطر سالپنژیت عبارتند از بیماری‌های مقاربتی، آی یو دی همراه با آلودگی، هیسترکتومی یا عمل جراحی برداشتن رحم به شکل غیربهداشتی و سقط جنین یا زایمان غیرایمن و غیربهداشتی؛ با این حال، شایع‌ترین و مهم‌ترین علت آن، بیماری‌های عفونی مقاربتی به ویژه سوزاک و کلامیدیا است. علت اصلی میکروبی آن در نود درصد موارد، باکتری است و باکتری به هر شیوه و به هر طریق که وارد دستگاه تناسلی شود، می‌تواند باعث بروز سالپنژیت شود. سالپنژیت، عفونتی جدی است و ممکن است باعث آسیب به لوله‌های فالوپ و منجر به نازایی و ناباروری شود. بهبودی سالپنژیت نیازمند درمان آنتی‌بیوتیکی خاص، زیر نظر پزشک متخصص است.
از جملهٔ برخی از علائم سالپنژیت، درد در پایین کمر، درد شکمی، قاعدگی دردناک، درد در دورهٔ تخمک‌گذاری، آمیزش جنسی دردناک یا همراه با ناراحتی و تخلیهٔ ترشحات غیرطبیعی از واژن را می‌توان نام برد.

لوله‌های رحمی (لوله‌های فالوپ) در دو سوی دستگاه تناسلی زنانه که مانند دو دست نگه داشته شده در حالت کشیده و افقی به نظر می رسند.